# Edu Marangon
Edu Marangon (født 2. februar 1963) er en tidligere brasiliansk fodboldspiller.

## Brasiliens fodboldlandshold
| Brasiliens landshold | Brasiliens landshold | Brasiliens landshold |
| År                   | Kmp                  | Mål                  |
| -------------------- | -------------------- | -------------------- |
| 1987                 | 8                    | 1                    |
| 1988                 | 0                    | 0                    |
| 1989                 | 0                    | 0                    |
| 1990                 | 1                    | 0                    |
| Total                | 9                    | 1                    |